# A1 Grand Prix
A1 Grand Prix (A1GP) byla série automobilových závodů pro monoposty na okruhu založená v roce 2005, je často označována jako neoficiální mistrovství světa národů. Projekt byl založen a byl financován šejkem Maktoum Hasher Maktoum Al Maktoum z královské rodiny z Dubaje. Po úspěšné první sezóně sérii prodal. Převod jeho podílu v A1 Grand Prix na RAB Capital byl dokončen v prosinci 2006. Tony Teixeira převzal kontrolu série v roce 2006 až do roku 2009, kdy série zkrachovala. Účelem založení bylo vyplnění zimní přestávky Formule 1. Šampionát se odehrával od září do dubna nebo května.

## Technické charakteristiky

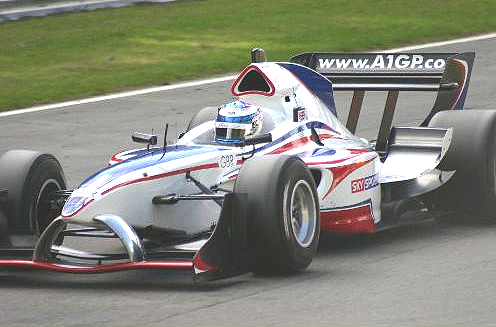
Vůz Velké Británie

Všechny týmy používaly shodné technické vybavení od totožných dodavatelů. Vozy vznikly ve firmě Lola . Motory dodávala firma Zytek a byly to V8 3,4 l. Od sezóny 2008/2009 se používaly vozy a motory Ferrari, vůz byl postaven ze základů vozu Ferrari F2004, který Ferrari používalo v roce 2004 ve Formuli 1.

## Závodní víkend
Tréninky a kvalifikace byly rozděleny do čtyř sekcí po 15 minutách. Po skončení kvalifikace se vyhodnotí pouze dva nejlepší časy, které určí postavení na startu do sprintu.
- Sprint – nebo také krátký závod, jeho maximální délka je 20 minut
- Hlavní závod – maximální délka je 70 minut o postavení na startu rozhoduje výsledek ze sprintu

## Bodování
Sprint je bodován:
- První 6
- Druhý 5
- Třetí 4
- Čtvrtý 3
- Pátý 2
- Šestý 1

Hlavní závod je bodován:
- První 10
- Druhý 9
- Třetí 8
- Čtvrtý 7
- Pátý 6
- Šestý 5
- Sedmý 4
- Osmý 3
- Devátý 2
- Desátý 1

Nejrychlejší kolo
- 1 bod

Nejrychlejší kolo muže být zajeto ve sprintu nebo v hlavním závodě

## Týmy
Každý A1 Grand Prix tým představoval národ. Řidiči museli mít stejnou státní příslušnost jako tým, za který jeli. Týmová auta rovněž reprezentovala svou zemi. Majitel týmu a posádka však nemuseli mít stejnou státní příslušnost jako tým.
Dvacet devět národů reprezentovalo svoji zemi v A1GP.

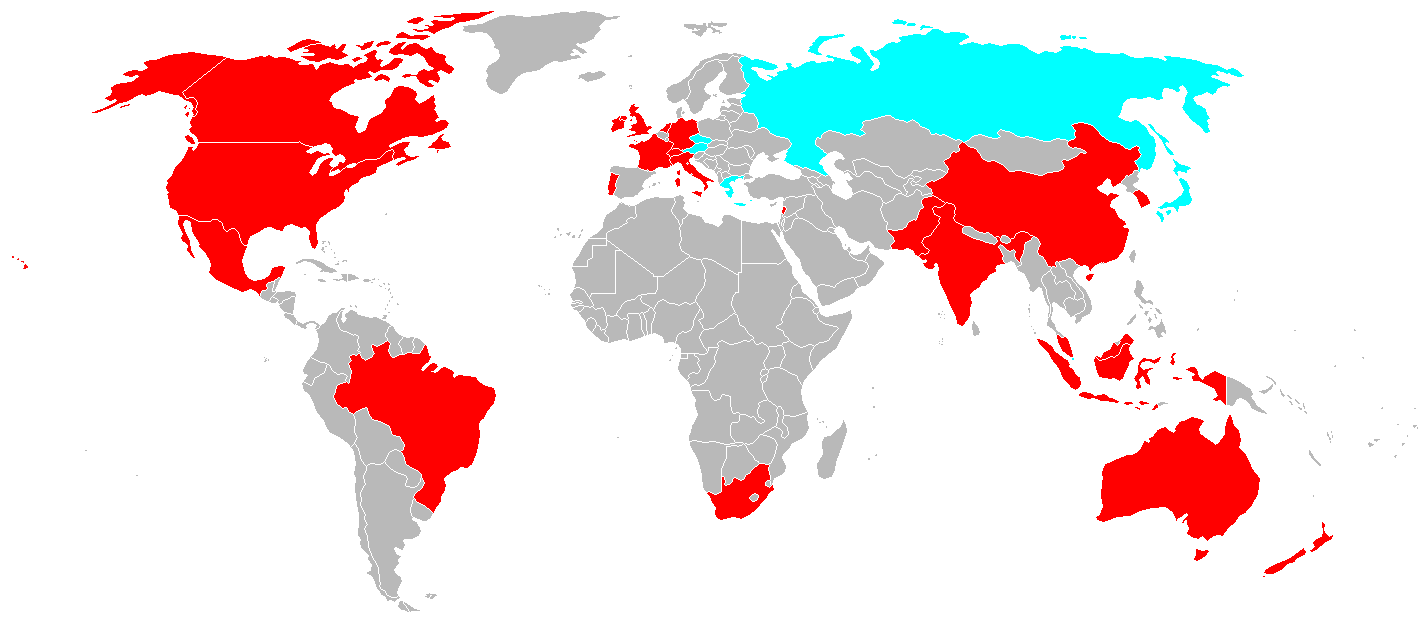
A world map showing the distribution of A1 GP teams in the last season (red) and who also took part in one or more of the earlier seasons (blue)

| Africa                                         | Americas                   | Asia                                                                         | Europe | Oceania               |
| ---------------------------------------------- | -------------------------- | ---------------------------------------------------------------------------- | --- | --------------------- |
| Jižní Afrika                                   | Brazílie Kanada Mexiko USA | Čína Indie Indonésie Japonsko Jižní Korea Libanon Malajsie Pákistán Singapur | Rakousko Česko Francie Německo Spojené království Řecko Irsko Itálie Monako Nizozemsko Portugalsko Rusko Švýcarsko | Austrálie Nový Zéland |
| tučně jsou týmy aktivní týmy ze sezóny 2008–09 |                            |                                                                              | |                       |

## Jezdci
Jezdci, kteří závodili také ve Formuli 1
- Sébastien Buemi (2009–2010)
- Karun Chandhok (2010)
- Robert Doornbos (2005–2006)
- Tomáš Enge (2001)
- Ralph Firman (2003)
- Christian Fittipaldi (1992–1994)
- Patrick Friesacher (2005)
- Nico Hülkenberg (2010)
- Narain Karthikeyan (2005)
- Vitantonio Liuzzi (2006–2007, 2009–2010)
- Max Papis (1995)
- Franck Montagny (2006)
- Hideki Noda (1994)
- Nelsinho Piquet (2008–2009)
- Scott Speed (2006–2007)
- Adrian Sutil (2007–2010)
- Jos Verstappen (1994–2003)
- Alex Yoong (2001–2002)

Jezdci, kteří závodili také ve IndyCar Series
- Marco Andretti (2006–2010)
- Ryan Briscoe (2005–2010)
- Adam Carroll (2010)
- Robert Doornbos (2009)
- Tomáš Enge (2004–2006)
- Bryan Herta (2003–2006)
- Ryan Hunter-Reay (2007–2010)
- Bruno Junqueira (2008,2010)
- Darren Manning (2004–2009)
- Raphael Matos (2009–2010)
- Vitor Meira (2002–2010)
- Franck Montagny (2009)
- Will Power (2008–2010)
- Graham Rahal (2008–2010)
- Buddy Rice (2002–2008)
- Tomas Scheckter (2002–2010)

## Vítězové
| Sezóna  | Mistr                                                | Druhý                                             | Třetí                                                             |
| ------- | ---------------------------------------------------- | ------------------------------------------------- | ----------------------------------------------------------------- |
| 2005–06 | A1 Team Francie (Alexandre Premat/Nicolas Lapierre)  | A1 Team Švýcarska (Neel Jani/Giorgio Mondini)     | A1 Team Velké Británie (Robbie Kerr/Darren Manning)               |
| 2006–07 | A1 Team Německa (Nico Hülkenberg/Christian Vietoris) | A1 Team Nového Zélandu (Matt Halliday/Jonny Reid) | A1 Team Velké Británie (Darren Manning/Robbie Kerr/Oliver Jarvis) |
| 2007–08 | A1 Team Švýcarska (Neel Jani)                        | A1 Team Nového Zélandu (Jonny Reid)               | A1 Team Velké Británie (Oliver Jarvis/Robbie Kerr)                |
| 2008–09 | A1 Team Irska (Adam Carroll)                         | A1 Team Švýcarska (Neel Jani)                     | A1 Team Portugalska (Filipe Albuquerque)                          |
| 2009–10 | sezóna byla zrušena                                  | sezóna byla zrušena                               | sezóna byla zrušena                                               |